# Андрианов, Александр Михайлович
Алекса́ндр Миха́йлович Андриа́нов (1910—1987) — советский физик, доктор физико-математических наук, лауреат Ленинской премии (1958 год).

## Биография
Родился в 1910 году. Работал в ИАЭ АН (Курчатовском институте):
- с 01 февраля 1950 года — начальник сектора № 34.
- с 17 января 1951 года — начальник Бюро электроизмерительных приборов и начальник сектора № 42.
- с 01 апреля 1954 года — заместитель начальника Отдела электроаппаратуры по научной части и начальник сектора № 42.
- с 01 ноября 1958 года — начальник сектора № 42 (БЭП).
- с 19 июня 1959 года — начальник сектора № 42 (ОПИ).

В 1958 году — удостоен Ленинской премии за исследования мощных импульсных разрядов в газе для получения высокотемпературной плазмы.
В начале 1960-х годов — разработал плазменно-эрозионный двигатель — первый ракетный двигатель на солнечных батареях. Его установили в 1964 году на аппарат «Зонд-2».

## Награды
- орден «Знак Почёта» (27.03.1954)